# Yang Tsung-hua
Dans ce nom chinois, le nom de famille, Yang, précède le nom personnel.
Yang Tsung-hua, né le 29 mars 1991 à Hsinchu, est un joueur de tennis taïwanais, professionnel depuis 2007.
Il est membre de l'équipe de Taïwan de Coupe Davis depuis 2008.

## Carrière
Yang Tsung-hua a été champion du monde junior en 2008. Cette année-là, il est arrivé en finale de l'Open d'Australie face à Bernard Tomic et a remporté le tournoi de Roland-Garros contre Jerzy Janowicz. Il s'est aussi imposé à l'US Open en double.
En octobre 2010, bénéficiant d'une wild card, il participe à l'Open de Chine et au Masters de Shanghai. Il perd ses deux matchs contre John Isner et Jürgen Melzer. En 2016 et 2017, il remporte l'Asia-Pacific Wildcard Playoff en double avec Hsieh Cheng-peng, ce qui lui permet de disputer le tableau principal de l'Open d'Australie.
Principalement actif sur le circuit Challenger, il y a remporté huit tournois en double entre 2009 et 2018. En simple, il a atteint la finale à Pékin en 2009, Maui en 2014 et Gwangju en 2017.

## Palmarès

### Titre en simple
Aucun

### Finale en simple
Aucune

### Titre en double
Aucun

### Finale en double
Aucune

## Parcours dans les tournois duGrand Chelem

### En simple
N'a jamais participé à un tableau final.

### En double
| Année | Open d'Australie            | Open d'Australie               | Internationaux de France | Internationaux de France | Wimbledon | Wimbledon | US Open | US Open |
| ----- | --------------------------- | ------------------------------ | ------------------------ | ------------------------ | --------- | --------- | ------- | ------- |
| 2016  | 1er tour (1/32) Hsieh C.-p. | Daniel Nestor Radek Štěpánek   | —                        | —                        | —         | —         | —       | —       |
| 2017  | 1er tour (1/32) Hsieh C.-p. | Márcos Baghdatís Gilles Müller | —                        | —                        | —         | —         | —       | —       |

N.B. : le nom du ou de la partenaire se trouve sous le résultat ; le nom des ultimes adversaires se trouve à droite.

## Parcours dans lesMasters 1000
| Année | Indian Wells | Miami | Monte-Carlo | Rome | Madrid | Canada | Cincinnati | Shanghai           | Paris |
| ----- | ------------ | ----- | ----------- | ---- | ------ | ------ | ---------- | ------------------ | ----- |
| 2010  | -            | -     | -           | -    | -      | -      | -          | 1er tour J. Melzer | -     |

N.B. : sous le résultat se trouve le nom de l’ultime adversaire.